# Vangaindrano
Vangaindrano – miasto w południowo-wschodniej części Madagaskaru, w regionie Atsimo-Atsinanana. W 2005 roku liczyło 24 956 mieszkańców.
Miasto położone jest nad rzeką Mananara, w pobliżu jej ujścia do Oceanu Indyjskiego.
Do miasto dociera droga Route nationale 12, natomiast droga Route nationale 12a ma w Vangaindrano swój początek. Położone jest 75 km na północ od miasta Farafangana. Droga na południe jest trudno przejezdna dla standardowych samochodów ze względu na zły stan nawierzchni oraz z powodu braku mostów nad rzekami.
W mieście znajduje się port lotniczy Vangaindrano.
W odległości 90 km od miasta położony jest Park Narodowy Midongy du Sud, natomiast w połowie drogi między Vangaindrano a Farafangana znajduje się rezerwat specjalny Manombo.